# Gheorghe Maftei (piloto de bobsleigh)
Gheorghe Maftei (7 de abril de 1939) es un deportista rumano que compitió en bobsleigh en la modalidad cuádruple. Ganó dos medallas en el Campeonato Europeo de Bobsleigh, oro en 1967 y plata en 1968.

## Palmarés internacional
| Campeonato Europeo | Campeonato Europeo   | Campeonato Europeo | Campeonato Europeo |
| Año                | Lugar                | Medalla            | Prueba             |
| ------------------ | -------------------- | ------------------ | ------------------ |
| 1967               | Igls (Austria)       | Medalla de oro     | Cuádruple          |
| 1968               | Sankt Moritz (Suiza) | Medalla de plata   | Cuádruple          |